# Jüdischer Friedhof (Bamberg)

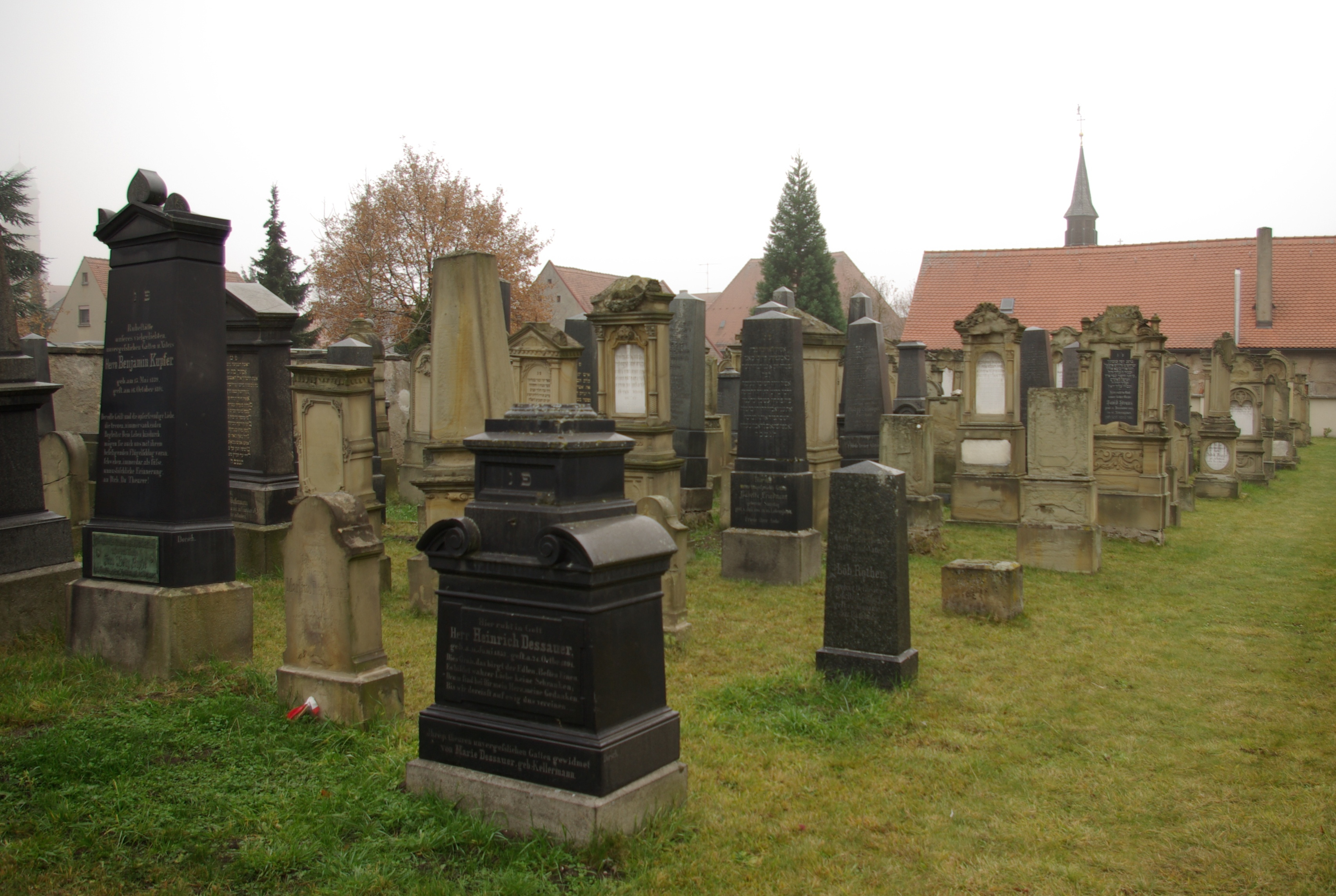
Jüdischer Friedhof in Bamberg, 2011

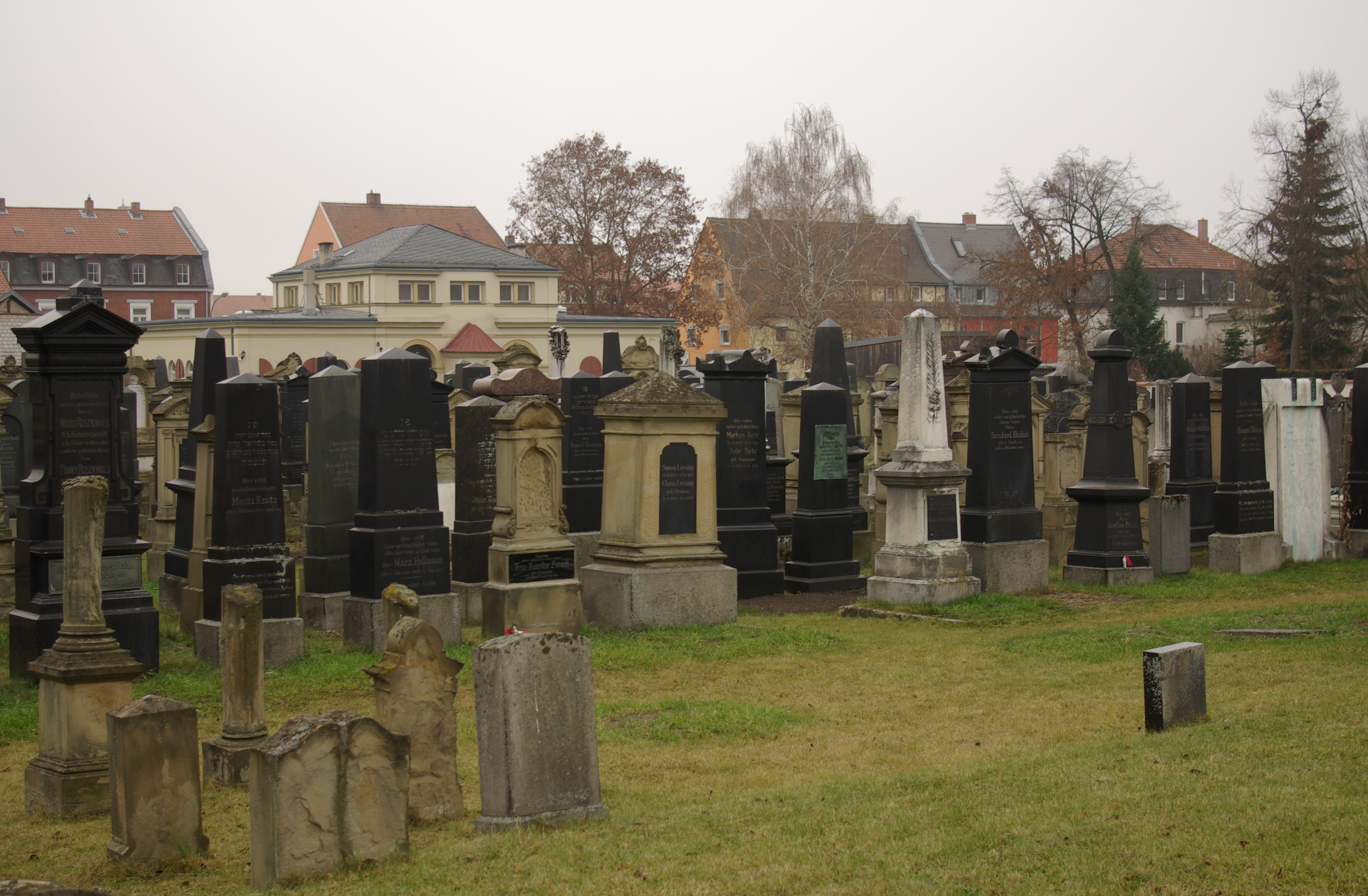
Jüdischer Friedhof in Bamberg, 2011

Der Jüdische Friedhof in der oberfränkischen Stadt Bamberg ist seit seiner Eröffnung im Jahr 1851 die Begräbnisstätte der Mitglieder der Israelitischen Kultusgemeinde Bamberg.

## Lage
Der 7640 m² große Friedhof, auf dem sich etwa 1.100 Grabsteine befinden, liegt an der Siechenstraße 102 neben dem Städtischen Hauptfriedhof an der Hallstadter Straße. Besucher können die Öffnungszeiten bei der örtlichen Friedhofsverwaltung erfragen.

## Geschichte

### Mittelalterlicher Friedhof
Bereits 1007, im Gründungsjahr des dortigen Bistums, wurden in Bamberg Juden erwähnt. Erste Berichte über eine jüdische Gemeinde stammen aus der zweiten Hälfte des 12. Jahrhunderts. Der mittelalterliche jüdische Friedhof in Bamberg lag laut dem Rabbiner Adolf Eckstein (1857–1935) „hinter dem Haus des Häfners Johann Köth“ in der Unteren Sandstraße 29 (Koordinaten des Standorts). Die abgegangene und archäologisch nicht nachgewiesene Begräbnisstätte wurde vermutlich im 14. Jahrhundert angelegt. Eine Urkunde vom 20. Dezember 1407 zwischen der „Gemeinschaft der Juden zu Bamberg“ und dem Bürger Hermann Riemers bestätigte die Erweiterung des Friedhofes um ein „Flecklein Garten so breit, als der Juden Kirchhof begriffen hat“. Daneben gehört ein im Kopialbuch der Abtei Langheim erwähnter Rechtsstreit um eine Dachtraufe im Jahr 1469 zu den wenigen Zeugnissen über diesen Friedhof.
Im Jahr 1478 mussten sämtliche Juden Bamberg verlassen. Deren Friedhof wurde in der Folgezeit komplett abgeräumt. Der Privatmann Jakob Kerpf brachte den Gottesacker zwar in seinen Besitz, um ihn vor einer Entweihung zu schützen, doch spätestens 1490 gehörte das Grundstück am Fuß des Michaelsberges dem Bistum. Verschiedenen Quellen zufolge entdeckte man bei Umbauarbeiten im Haus Untere Sandstraße 29 in den 1960er Jahren Grabsteine des mittelalterlichen Friedhofes. Die als Bodenplatten verwendeten Steine sollen auf dem heutigen jüdischen Friedhof in der Siechenstraße aufgestellt worden sein. Sie lassen sich dort aber nicht nachweisen.

### Bestattungen außerhalb Bambergs
Seit 1556 konnten sich wieder Juden in Bamberg ansiedeln. Die Anlage eines eigenen Begräbnisplatzes im Stadtgebiet wurde der jüdischen Gemeinde jedoch fast drei Jahrhunderte nicht gestattet. Die Verstorbenen wurden zunächst auf dem Jüdischen Friedhof in Zeckendorf und ab Mitte des 17. Jahrhunderts auf dem Jüdischen Friedhof in Walsdorf beerdigt. Der Transport in die mehr als 10 Kilometer entfernten Orte war seinerzeit auch mit Pferdewagen und bei gutem Wetter äußerst beschwerlich. Entgegen der jüdischen Tradition konnte der Trauerzug die Verblichenen auf ihrem letzten Weg deshalb oft nur teilweise begleiten.

### Anlage des heutigen Friedhofes

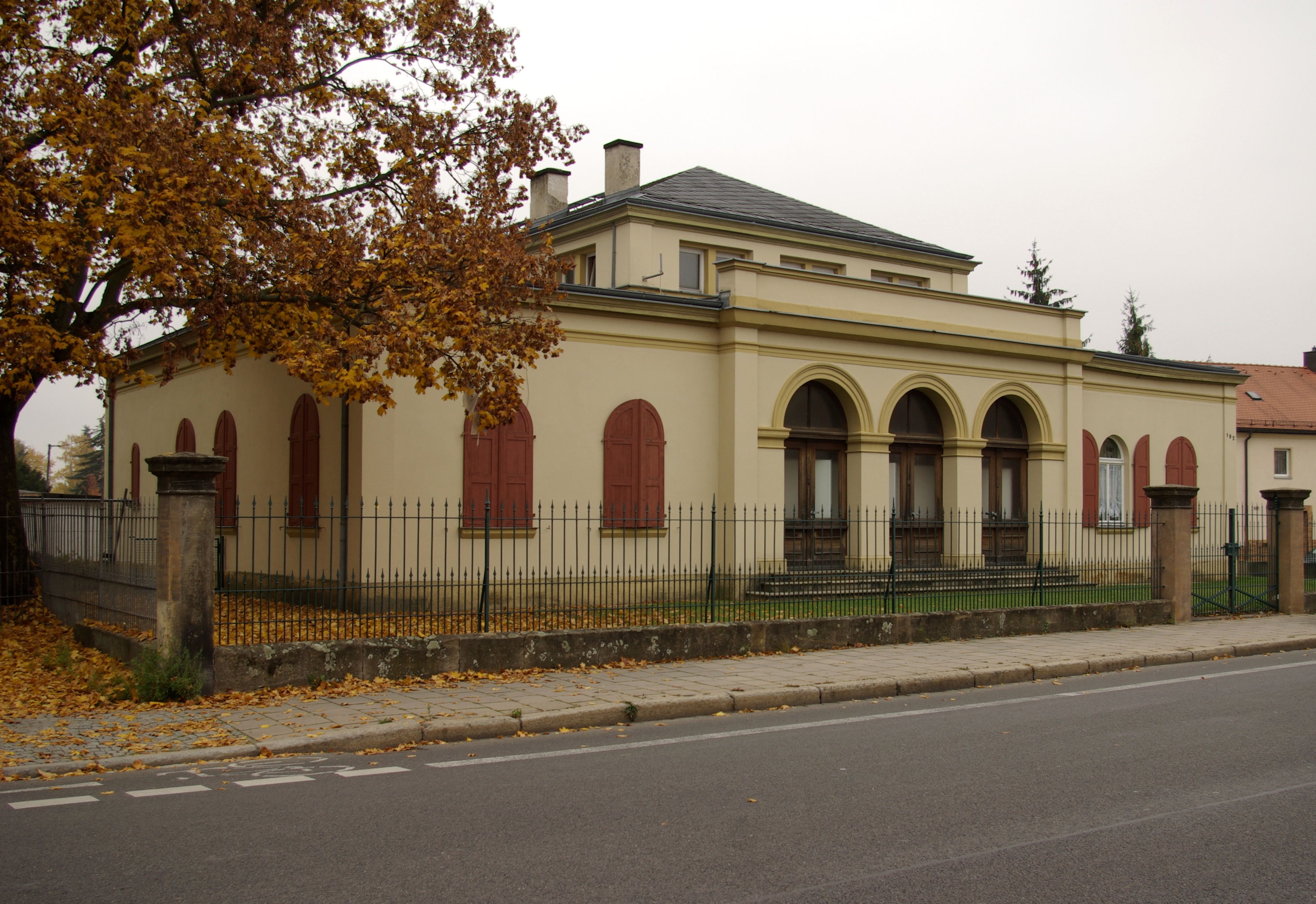
Taharahaus des jüdischen Friedhofes in Bamberg, 2011

Insbesondere durch die Folgen des Bayerischen Judenedikts von 1813 und dessen Aufhebung sowie die vollständige rechtliche Gleichstellung der Juden in Bayern mit Annahme der Bismarckschen Reichsverfassung zogen im Laufe des 19. Jahrhunderts zahlreiche „Landjuden“ in die Städte. 1814 wurden in Bamberg 69 jüdische Familien gezählt. Gegen Ende des 19. Jahrhunderts lebten dort bereits mehr als 1100 Einwohner jüdischen Glaubens. Der seit 1841 amtierende Vorsitzende der Israelitischen Kultusgemeinde Bamberg, D. Jakob Dessauer, setzte sich maßgeblich für die Anlage eines jüdischen Friedhofes innerhalb der Stadt ein. Dieser konnte schließlich direkt neben dem 1817 bis 1822 zum Hauptfriedhof erweiterten Städtischen Friedhof in der Hallstadter Straße errichtet werden.
Die Einweihung des jüdischen Friedhofes fand am 19. Oktober 1851 mit der ersten Beisetzung (Is. Kolb) statt. Die Weiherede hielt der damalige Rabbiner Samson Wolf Rosenfeld. Das Taharahaus, ab 1885 als moderne Trauerhalle im nachklassizistischen Stil erbaut, war 1890 fertiggestellt. Am Haupteingang des Gebäudes wurde eine noch vorhandene Tafel mit einem hebräischen Text aus dem Achtzehnbittengebet angebracht. Die Inschrift einer zweiten Tafel, die dort ebenfalls existiert haben soll, ist nicht überliefert. Nach dem Ersten Weltkrieg wurde in der Trauerhalle ein Kriegerdenkmal errichtet, das an die 39 gefallenen Mitglieder der Israelitischen Gemeinde Bamberg erinnert. Vor der Gedenktafel mit den Namen der Gefallenen wurde die Kanzel aus der vierten, bis 1910 bestehenden Bamberger Synagoge angebracht. Das Denkmal zeugt ebenso von der patriotischen Einstellung der Gemeindemitglieder vor 1933 wie eine Reihe von Soldatengräbern auf dem Friedhof. Sieben Bamberger Soldaten jüdischen Glaubens wurden mit dem Eisernen Kreuz I. Klasse ausgezeichnet, zwei weitere waren Träger des Militär-Sanitäts-Ordens.

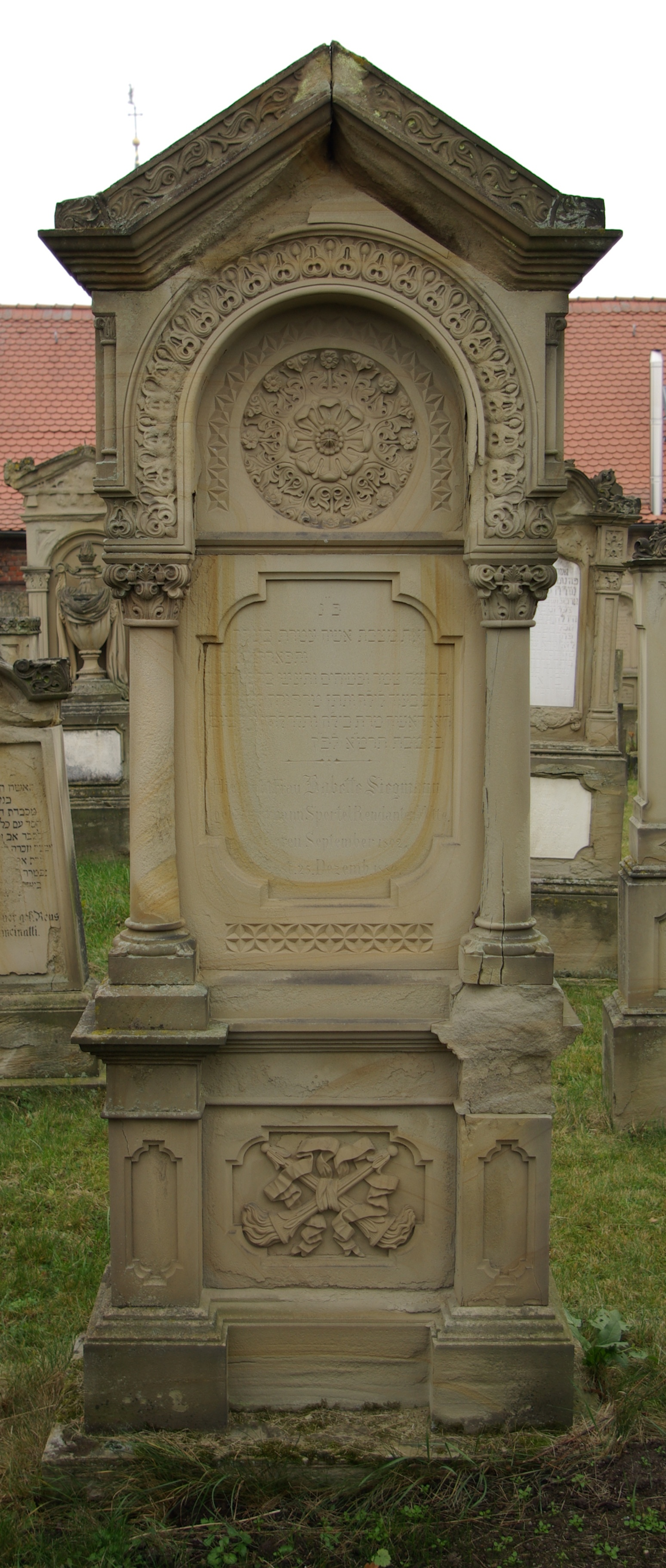
Grabstein aus dem 19. Jahrhundert
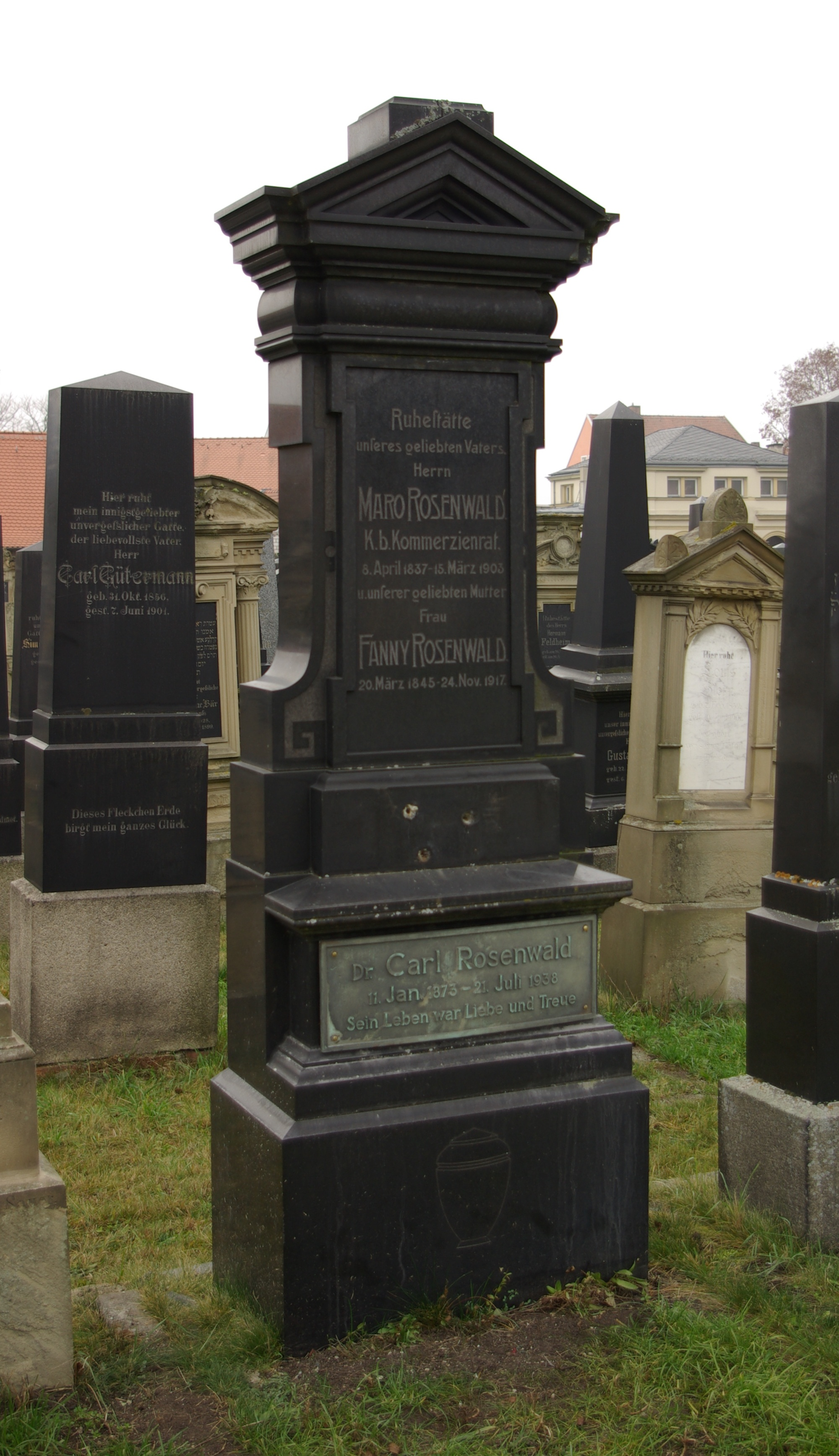
Grabstein aus dem frühen 20. Jahrhundert
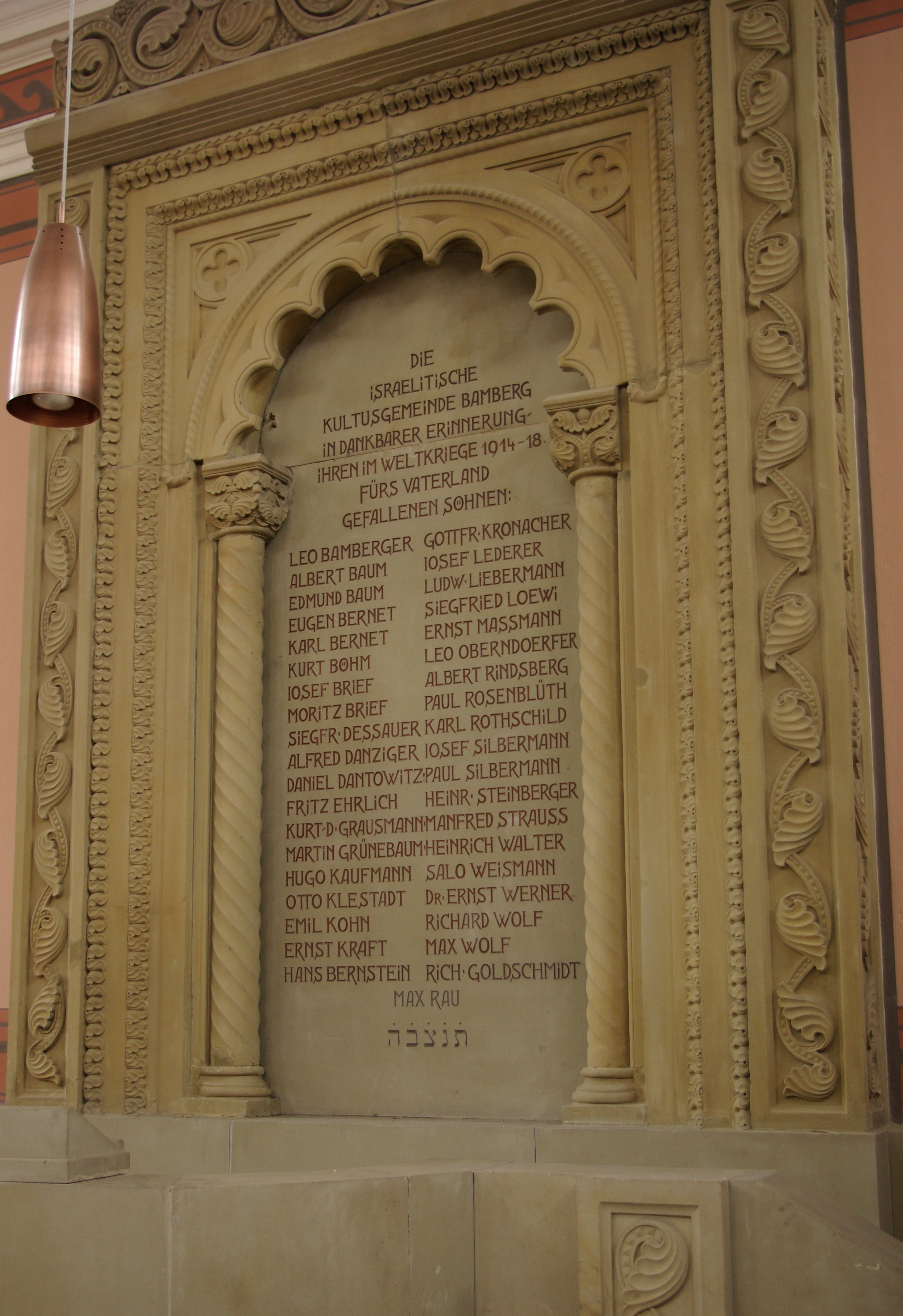
Denkmal für die im Ersten Weltkrieg gefallenen Juden aus Bamberg im Taharahaus
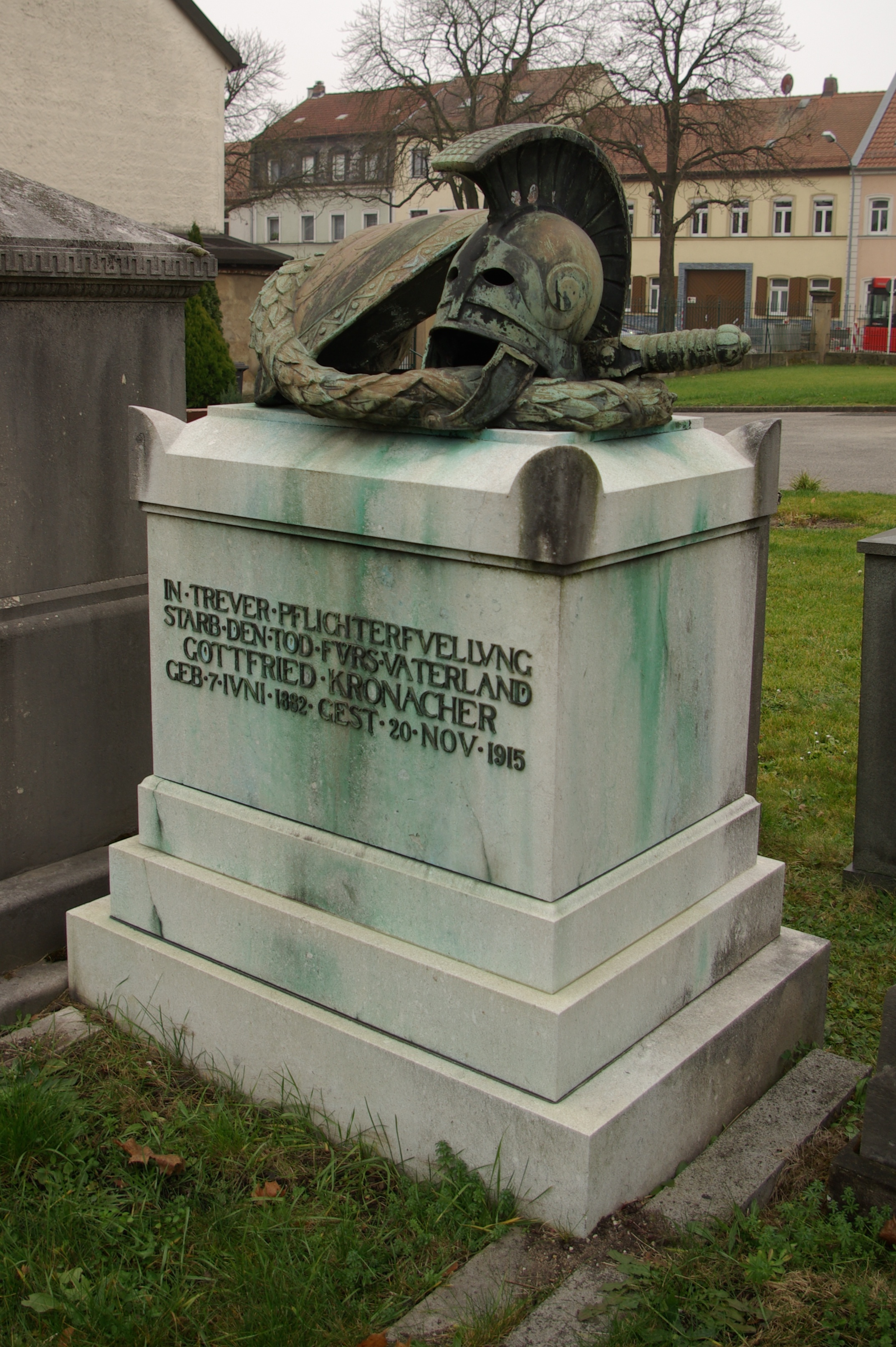
Soldatengrab aus der Zeit des Ersten Weltkrieges

### Zeit des Nationalsozialismus
Die 1908 bis 1910 erbaute Bamberger Synagoge wurde während der Novemberpogrome 1938 zerstört. Ab November 1941 begann man, die in Bamberg lebenden Juden zu deportieren. Der jüdische Friedhof wurde enteignet und das Taharahaus an die Firma Bosch vermietet, die es als Lagerhalle verwendete. Dadurch wurde das Gebäude vor dem Abriss und der Friedhof vor Schändungen bewahrt. Bis Mai 1945 verblieben lediglich 15 Juden, die in sogenannten „Mischehen“ lebten, in der Stadt. Mindestens 630 in Bamberg geborene oder längere Zeit dort wohnhafte Juden fielen dem Holocaust zum Opfer. Viele Schicksale sind bis heute nicht geklärt.

### Nachkriegszeit bis heute

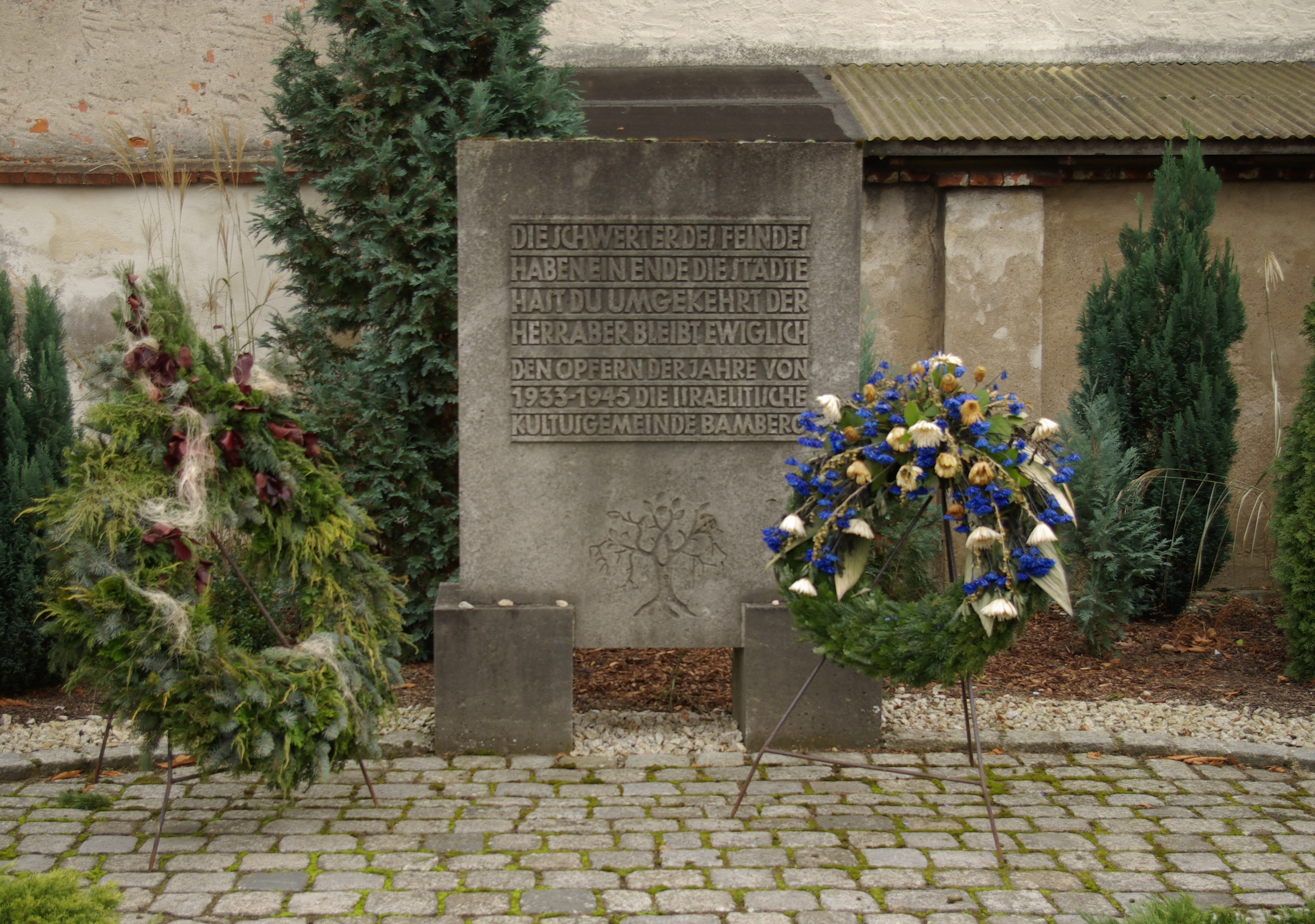
Mahnmal für die Opfer des Holocaust, 2011

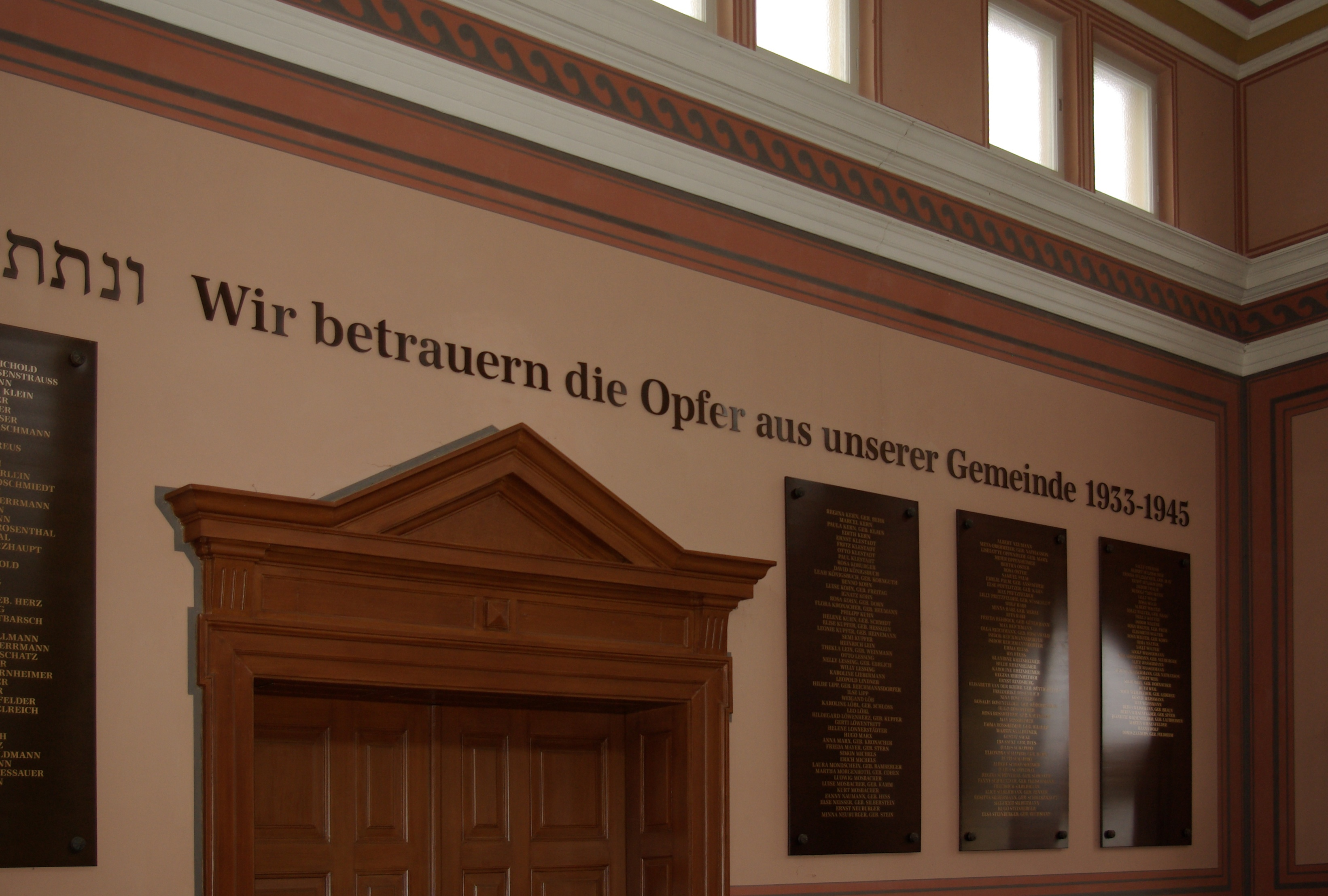
Gedenktafeln für die Opfer des Holocaust im Taharahaus, 2011

Nach 1945 gab die Stadt Bamberg den Friedhof wieder zurück an die Israelitische Kultusgemeinde. Diese bestand zunächst aus zahlreichen „Displaced Persons“, die in den ersten Nachkriegsjahren im gesamten Stadtgebiet untergebracht waren. Nur eine kleine Zahl jüdischer Personen blieb dauerhaft in Bamberg.
Im Jahre 1965 wurden Grabsteine mit Parolen geschändet wie „Juden fahrt in die Hölle“, „Es lebe der Führer“, „Es lebe die SS – 6.000000 sind zu wenig“ beschmiert. Auf einer weiteren Stele klebte eine Fotografie von Adolf Hitler mit der Aufschrift „Der Führer sagt, hier liegt ein Saujud“.
Nach 1990 stieg die Zahl der in Bamberg ansässigen Juden durch den Zuzug von Kontingentflüchtlingen aus den Nachfolgestaaten der Sowjetunion wieder an. Der jüdische Friedhof wird von der Israelitischen Kultusgemeinde Bamberg weiterhin genutzt und steht, ebenso wie das 1993 bis 1997 renovierte Taharahaus, unter Denkmalschutz. Im Eingangsbereich des Friedhofes erinnert ein Mahnmal an die Opfer des Holocaust. Über dem Relief eines Lebensbaumes befindet sich, in Großbuchstaben und ohne Satzzeichen, eine Inschrift nach Ps 9,6-7 :
Nach langwierigen Recherchen über das Schicksal der ermordeten Bamberger Juden konnten am 10. November 1995 in der Trauerhalle sechs Gedenktafeln mit den Namen der Opfer eingeweiht werden. Die Tafeln wurden auf Initiative von Herbert Loebl aus Newcastle upon Tyne, einem der letzten Nachkommen Bamberger Juden vor dem Krieg, hergestellt. Sie wurden gegenüber dem Denkmal für die im Ersten Weltkrieg Gefallenen angebracht. Im Gebäude zeigt eine Dauerausstellung des Stadtarchivs Bamberg verschiedene Aspekte des jüdischen Lebens in Bamberg vor 1938.

## Friedhofsanlage und Gräber

### Friedhofseinteilung
An der Siechenstraße liegen der Eingang und das Taharahaus des Friedhofes. Rechts vom Eingang befindet sich das Mahnmal für die Opfer des Holocaust. Auf dem mittleren und größten Teil des dahinter befindlichen Areals erstrecken sich die Grabmale aus dem 19. und 20. Jahrhundert. Die älteren Gräber liegen südlich. Im nördlichen Teil, der auch aktuellen Bestattungen dient, befinden sich die neueren Grabstätten. In einem Abschnitt entlang der östlichen Mauer, die den jüdischen vom Städtischen Hauptfriedhof abgrenzt, sind südlich Kindergräber und nördlich Gräber aus der Zeit des Nationalsozialismus sowie aus den unmittelbaren Nachkriegsjahren angelegt.

### Gestaltung der Grabmale

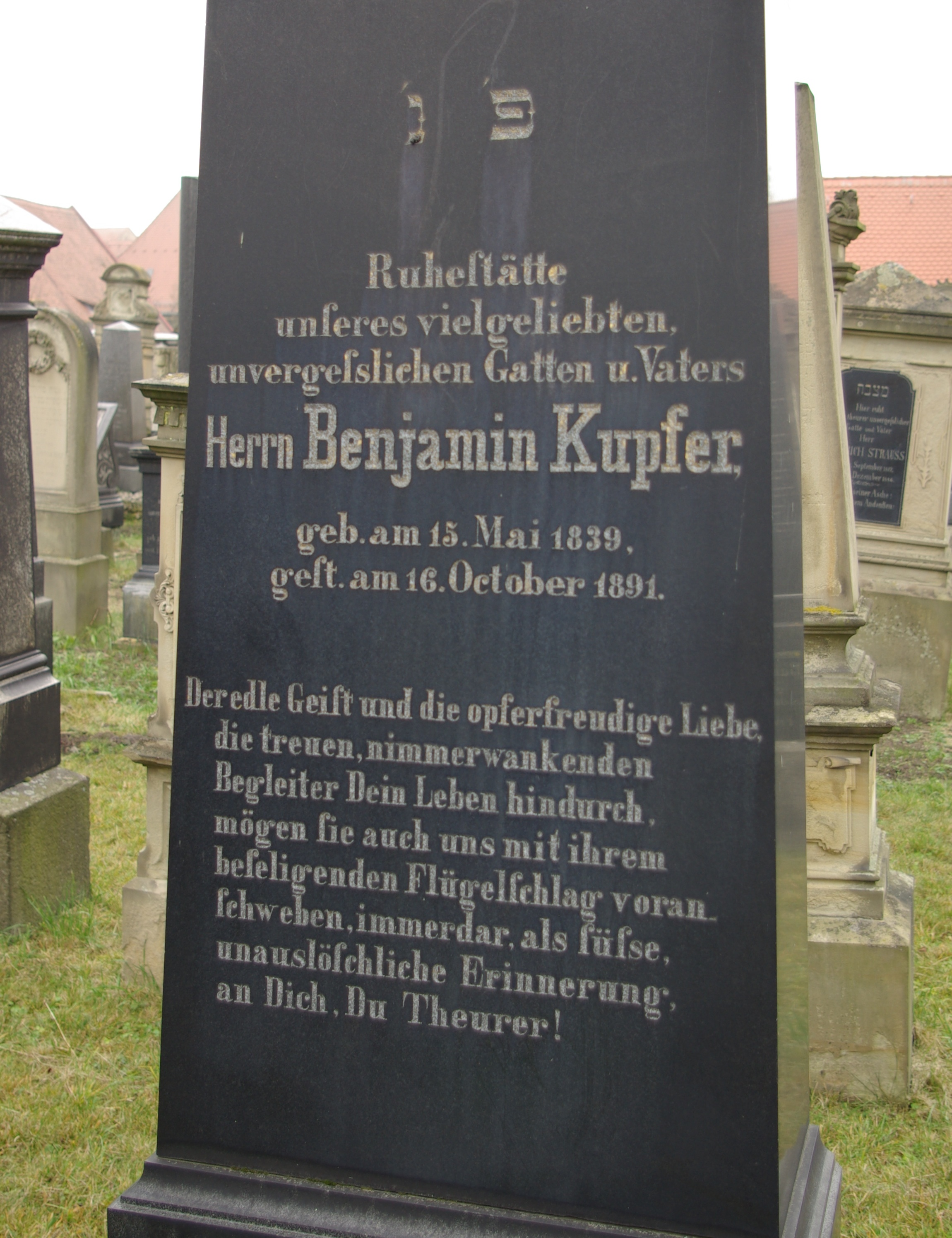
Grabinschrift aus dem 19. Jahrhundert

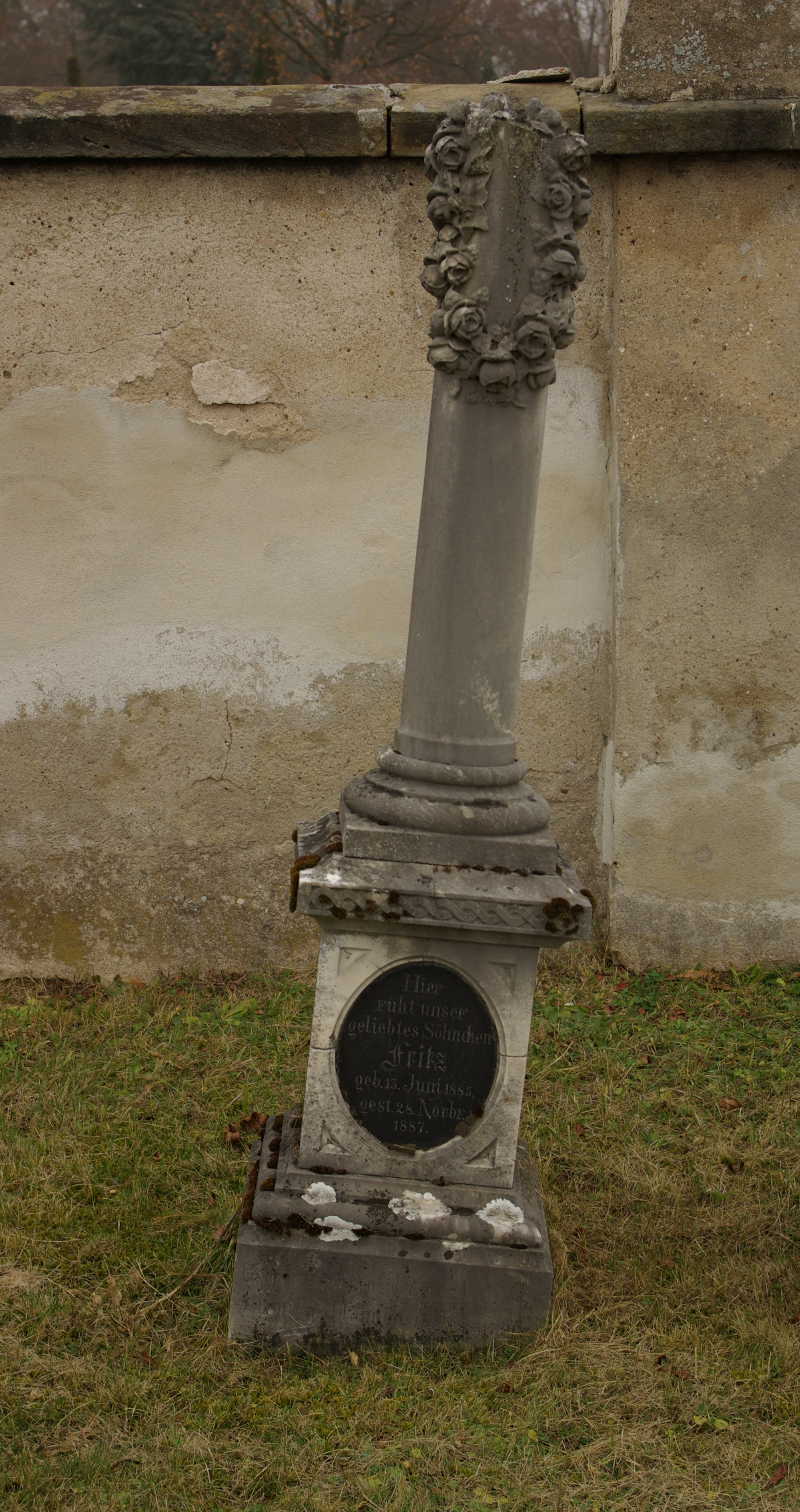
Schief stehende Grabsäule aus dem 19. Jahrhundert für ein verstorbenes Kind

Die Grabsteine auf dem jüdischen Friedhof in Bamberg repräsentieren eindrucksvoll die Geschichte der Juden in Deutschland seit Mitte des 19. Jahrhunderts. Die teilweise sehr kunstvoll gestalteten und monumentalen Grabmale des 19. und frühen 20. Jahrhunderts zeugen vom Einfluss der Haskala, der fortschreitenden jüdischen Emanzipation und Assimilation, auf die jüdischen Bürger Bambergs. Die Grabsteine zeigen vor allem Reliefs und Ornamente, die auch in der christlichen Grabkunst zu finden sind, darunter Blumen, Kränze und Palmwedel. Eindeutig jüdische Symbole wie segnende Kohanimhände oder Levitenkannen findet man hingegen nur vereinzelt. Einige der zu einem großen Teil auf Deutsch verfassten Grabinschriften enthalten Nachrufe und Segenssprüche mit Angaben über das Leben der dort Bestatteten. Die Gräber aus den 1930er Jahren und der Nachkriegszeit sind entsprechend den Umständen ihrer Entstehungszeit sehr schlicht gestaltet.

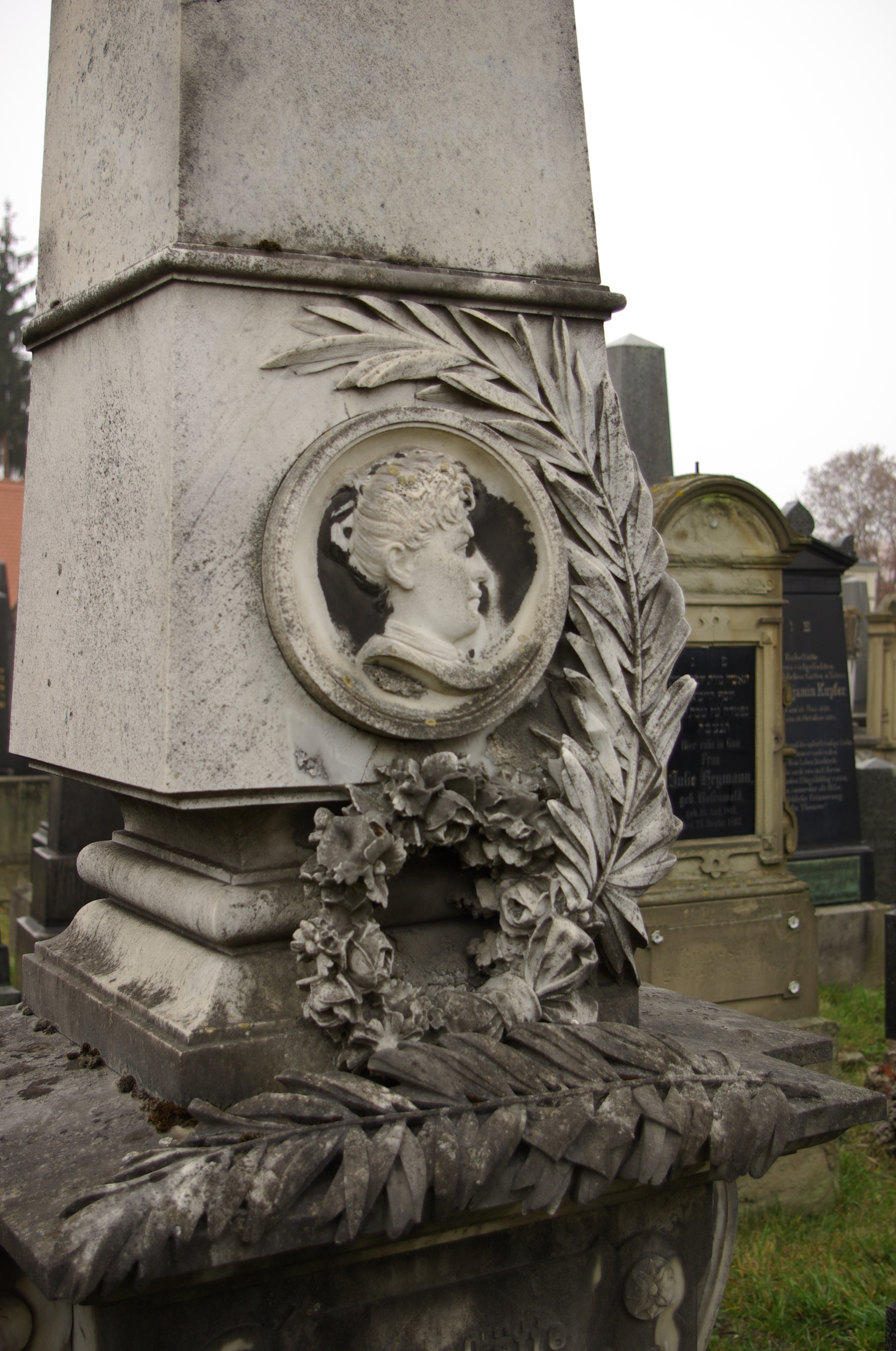
Verzierungen an einem Grabstein aus dem 19. Jahrhundert
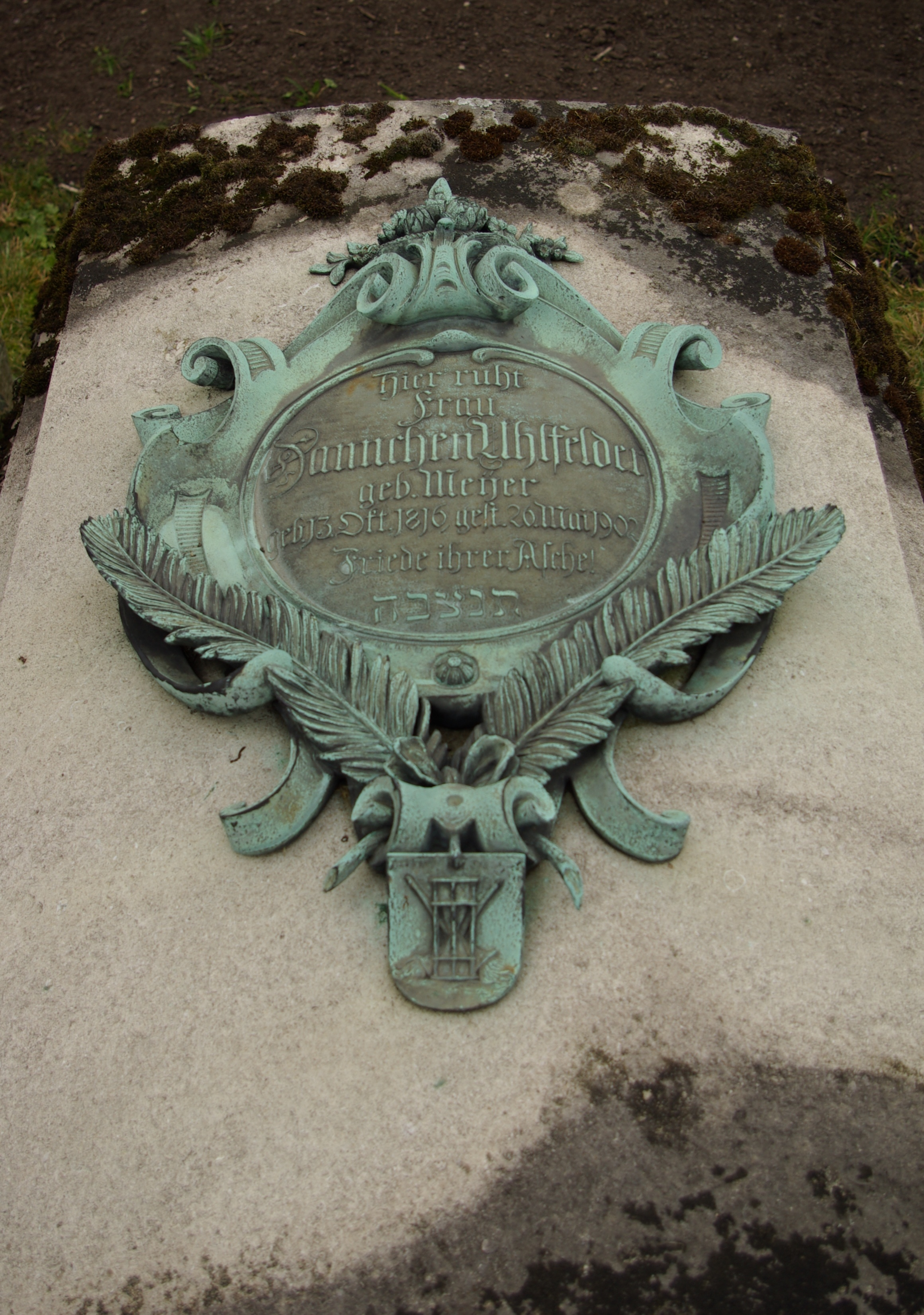
Liegender Grabstein aus dem frühen 20. Jahrhundert
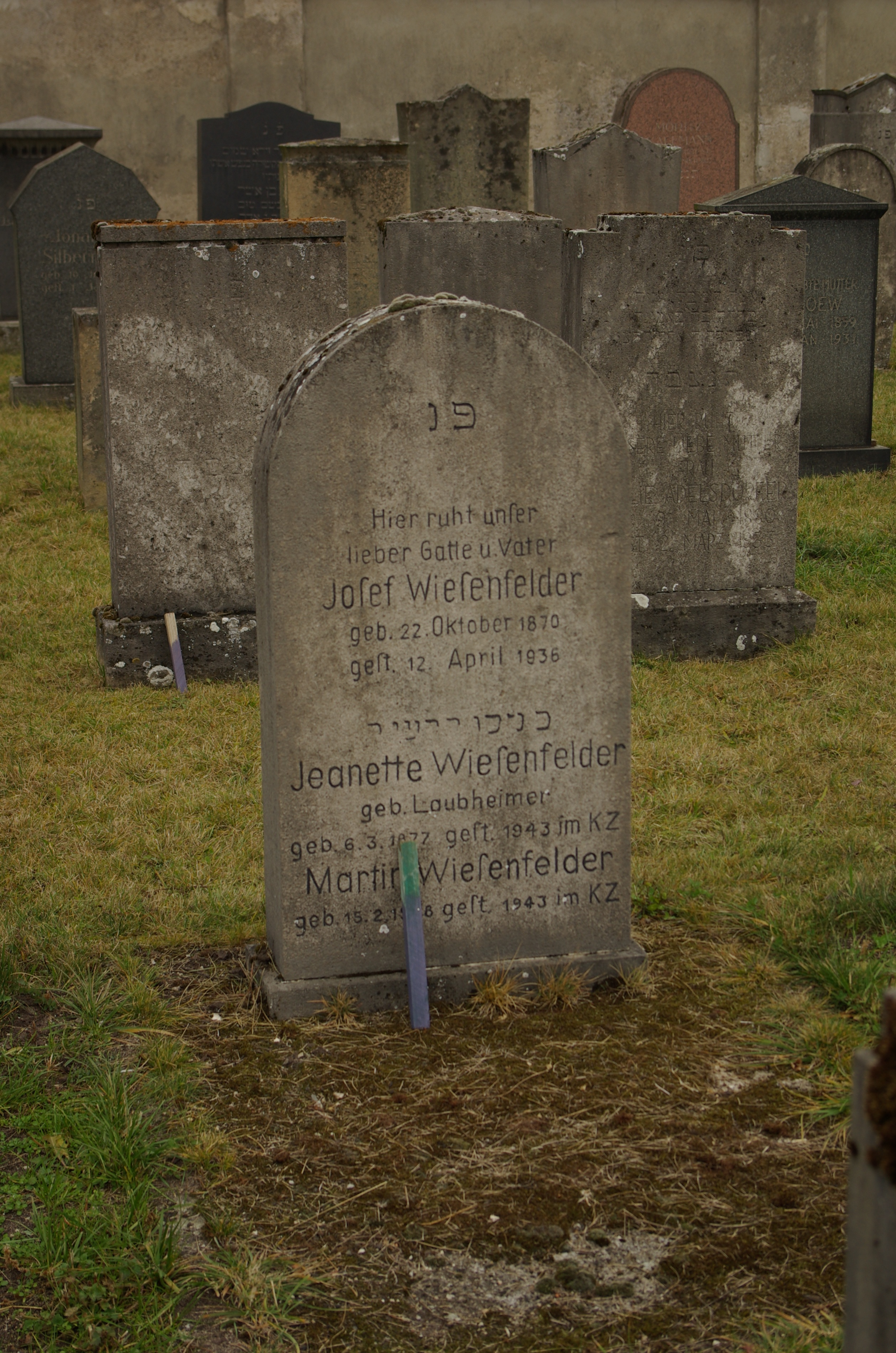
Grabstein aus den 1930er Jahren mit Gedenkinschriften für zwei Opfer des Holocaust
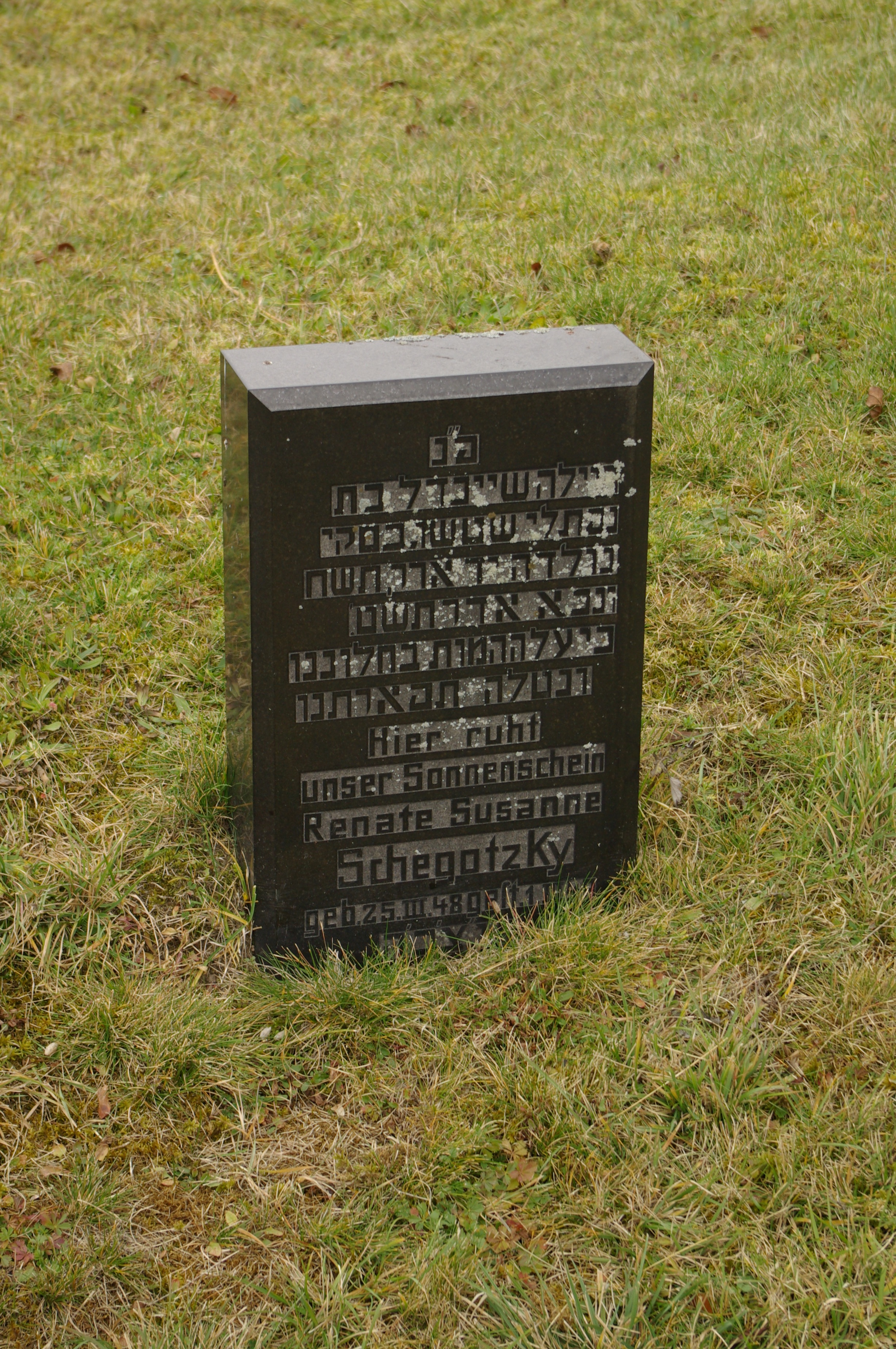
Kindergrab aus den späten 1940er Jahren

### Erhaltungszustand
Fast sämtliche Verwandte der Begrabenen wurden entweder im Holocaust umgebracht oder mussten ins Ausland emigrieren, weshalb die meisten Grabanlagen lange Zeit nicht gepflegt wurden. Viele Gräber, darunter zahlreiche aus weichem Sandstein, wurden im Lauf der Jahre durch Verwitterung angegriffen oder sind durch Senkung des Wasserspiegels eingesunken oder brüchig. Durch Sanierungsarbeiten seit den 1980er Jahren und die Pflege durch die Friedhofsverwalter konnten aber die meisten historischen Grabsteine gesichert werden. Insgesamt befindet sich die Anlage in einem vergleichsweise guten Zustand.

## Gräber bedeutender Persönlichkeiten
Neben vielen lokal bedeutenden Persönlichkeiten haben auch mehrere überregional bedeutende Persönlichkeiten auf dem jüdischen Friedhof in Bamberg ihre letzte Ruhestätte gefunden.

### Grabmal von Willy Aron
Wilhelm „Willy“ Aron (1907–1933) studierte Rechtswissenschaft in Erlangen, München und Würzburg. In Bamberg war er Leiter jüdischer
Jugendgruppen, Mitglied der Sozialistischen Arbeiter-Jugend und im Bündnis Reichsbanner Schwarz-Rot-Gold. Als Referendar am Oberlandesgericht Bamberg verteidigte er Sozialdemokraten gegen Nationalsozialisten. Nach der Machtergreifung wurde er am 10. März 1933 als Gegner des Regimes festgenommen und am 13. Mai des gleichen Jahres in das KZ Dachau verschleppt. Dort wurde er am 17. Mai 1933 ermordet. Nach Willy Aron, der als erstes Bamberger Opfer des nationalsozialistischen Terrors gilt, wurde in Bamberg eine Straße benannt. 2003 wurde die „Willy-Aron-Gesellschaft Bamberg e. V.“ gegründet, die das Leben und Wirken von Aron und anderen Widerstandskämpfern erforscht. Außerdem erinnern in Bamberg eine Gedenktafel im Oberlandesgericht und ein Stolperstein vor seinem einstigen Wohnhaus in der Luitpoldstraße 32 an ihn. Sein schlicht gestaltetes Einzelgrab befindet sich im Abschnitt vor der östlichen Friedhofsmauer.

### Grabmal von Willy und Paula Lessing

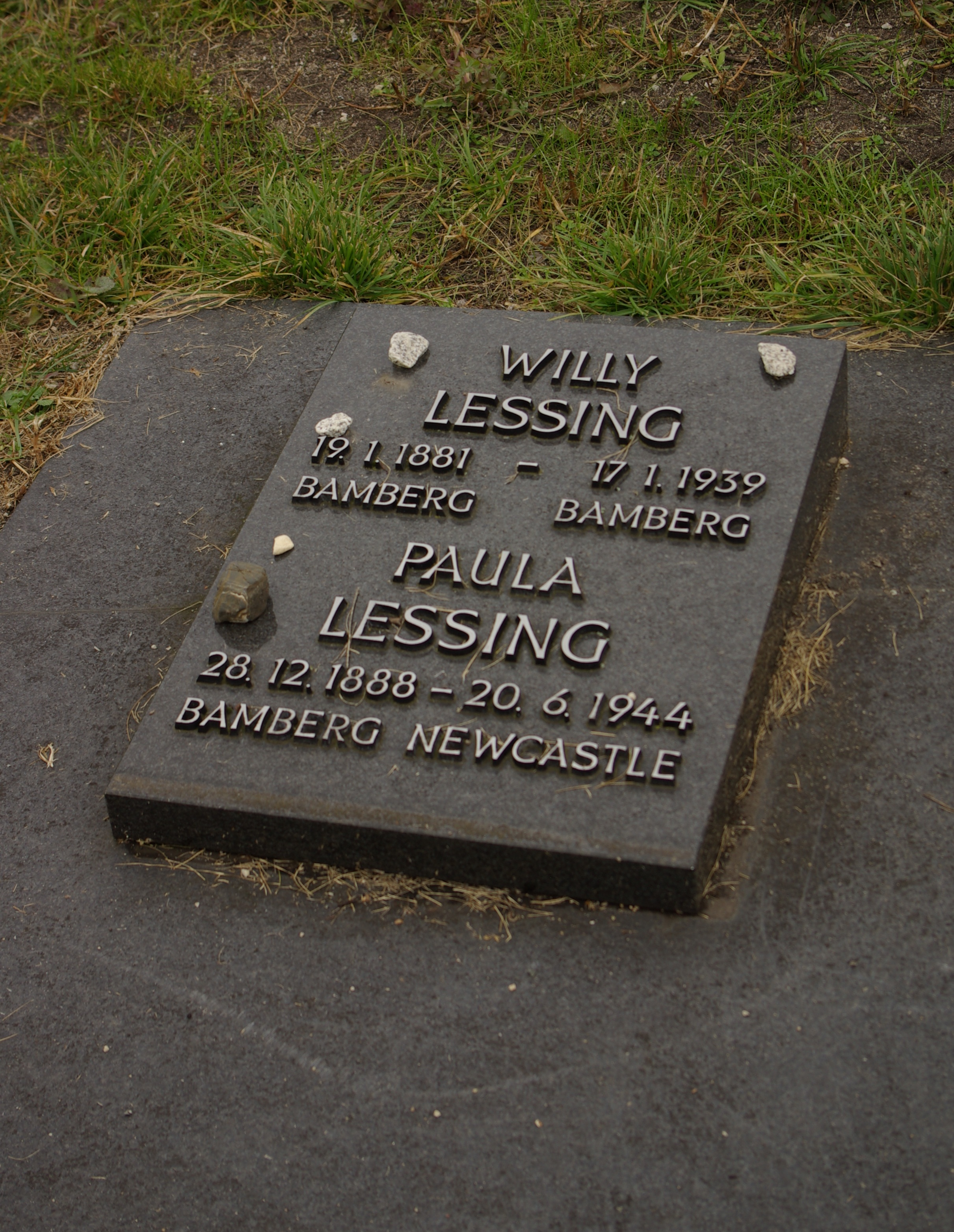
Grabmal von Willy und Paula Lessing

Willy Lessing (1881–1939) war Kommerzienrat, Unternehmer und von 1938 bis zu seinem Tod Vorsitzender der Israelitischen Kultusgemeinde in Bamberg. Er war unter anderem Inhaber mehrerer Hopfenhandlungen, der Ziegelwerke Lessing, Miteigentümer der Hofbräu Bamberg, Vorstandsmitglied Bayerischer und Deutscher Industrie- und Handelsverbände sowie Aufsichtsratsmitglied zahlreicher Gesellschaften. Während des Novemberpogroms 1938 wurde er in der Nähe der brennenden Bamberger Synagoge schwer misshandelt. Am 17. Januar 1939 starb er an den Folgen der Verletzungen. Er war seit 1909 mit Paula Lessing (1888–1944), geborene Ehrlich, verheiratet. Gemeinsam mit dem 1915 geborenen Sohn Friedrich, später Fred, war ihr bereits vor November 1938 die Flucht nach Newcastle upon Tyne gelungen. Dort verstarb sie noch während des Zweiten Weltkrieges. Sie wurde nach 1945 an die Seite ihres Mannes auf den jüdischen Friedhof in Bamberg umgebettet. Fred Lessing war schon 1942 in die Vereinigten Staaten emigriert.
Seit 1948 trägt die Sophienstraße, in der die Familie Lessing gelebt hatte, den Namen Willy-Lessing-Straße. Der Gemeindesaal der heutigen Bamberger Synagoge wurde 2008 ebenfalls nach ihm benannt.

### Grabmal von Markus und Julie Tietz
Markus Tietz (1849–1901), ein Bruder von Hermann Tietz, zog 1886 mit seiner Ehefrau Julie Tietz (1853–1930), geborene Baumann, von Prenzlau nach Bamberg. Dorthin verlegte er den Firmensitz des Warenhauses H. & C. Tietz, eines von damals vier untereinander verwandten Tietz-Unternehmen. Nach dem Tode ihres Mannes 1901 übernahm Julie Tietz die Geschäftsführung der Bamberger Niederlassung. 1919 übergab sie die Unternehmensleitung an ihren zweiten Schwiegersohn Gustav Gerst und zog nach Frankfurt am Main. Gustav Gerst und seine Ehefrau Ella, geborene Tietz, konnten 1937 über Schweden in die USA fliehen. Im Zuge der „Arisierung“ sämtlicher Warenhäuser der Familie Tietz wurde die Bamberger Filiale, die vielen Einzelhändlern ein Dorn im Auge war, 1939 gänzlich liquidiert. Nach einem Rückerstattungsverfahren wurde das Bamberger Hertie-Kaufhaus 1951 wieder eröffnet.

### Grabmale der Familie Wassermann

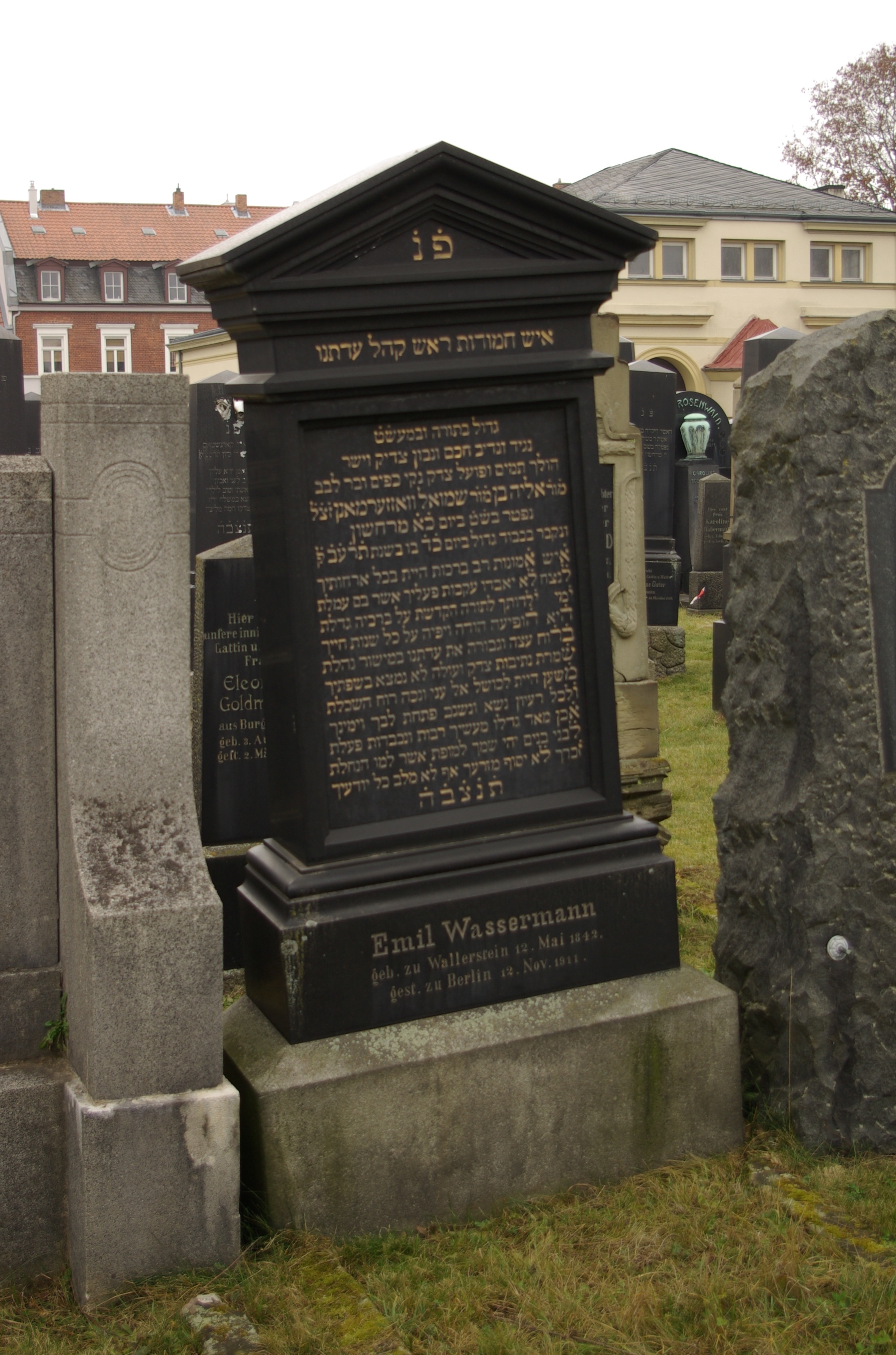
Einzelgrab von Emil Wassermann

Das Familiengrab der Bankiersfamilie Wassermann zählt durch seine Größe und seine exponierte Lage im Eingangsbereich zu den auffälligsten Gräbern des gesamten Friedhofs. Neben Angelo von Wassermann (1835–1914), der mit seinem Bruder Emil Wassermann das Bankhaus A. E. Wassermann gründete und 1910 in den erblichen Adelsstand erhoben wurde, liegen dort einige Familienangehörige begraben, die sowohl im eigenen Unternehmen als auch im nationalen und internationalen Geldhandel Bedeutung erlangten. Dazu zählen Angelo von Wassermanns Söhne Eugen (1870–1925) und Max von Wassermann (1863–1934) sowie Emil Wassermanns Sohn Julius (1873–1939).
Auf dem Grabstein sind auch die Namen von Julius Wassermanns Ehefrau Elsa, geborene Neuburger (* 1882), sowie deren Töchter Alice Emma (* 1906) und Edith Wassermann (* 1910) vermerkt. Die Witwe und ihre Töchter wurden am 27. November 1941 aus Bamberg deportiert. Ihr letzter bekannter Aufenthaltsort war ab 3. Dezember 1941 das Lager Jungfernhof. Über das weitere Schicksal und die Umstände ihrer Ermordung ist nichts bekannt. Bei der zuletzt auf dem Grabmal genannten Ilse Wassermann, geborene Frenkel, handelte es sich um die Ehefrau des in Berlin tätigen Chemikers Ernst Wassermann (1880–1925), eines Bruders Julius Wassermanns. Sie wurde am 13. Juni 1942 von Berlin in das Vernichtungslager Sobibor deportiert und ermordet. Als Todesjahr der vier Frauen ist auf dem Grabstein jeweils „1941/2“ angegeben.
Emil Wassermann (1842–1911), der zweite Mitgründer des Bankhauses A. E. Wassermann, fand seine letzte Ruhe auf dem jüdischen Friedhof in Bamberg in einem Einzelgrab. Auf dem Grabstein befindet sich ein Akrostichon in hebräischer Sprache. Weitere Gräber der Familie, darunter die von Oscar Wassermann (1869–1934) und August von Wassermann (1866–1925), befinden sich in Berlin sowie durch Flucht und Vertreibung der später Verstorbenen im Ausland.

### Weitere Persönlichkeiten
- Carl Emanuel Dessauer (1844–1908), Hopfenhändler und Erbauer der Villa Dessauer
- Carl Isidor Dessauer (1850–1913), Gründer der Malzfabrik Dessauer (heute Bamberger Mälzerei GmbH)
- Chriss Fiebig (1942–2004), Trägerin der Bamberg Stadtmedaille, engagiert im jüdisch-christlichen Dialog
- Simon Lessing (1843–1903), Hopfengroßhändler und Gründer der Exportbrauerei Frankenbräu, Vater von Willy Lessing